# Gemeiner Holzbock

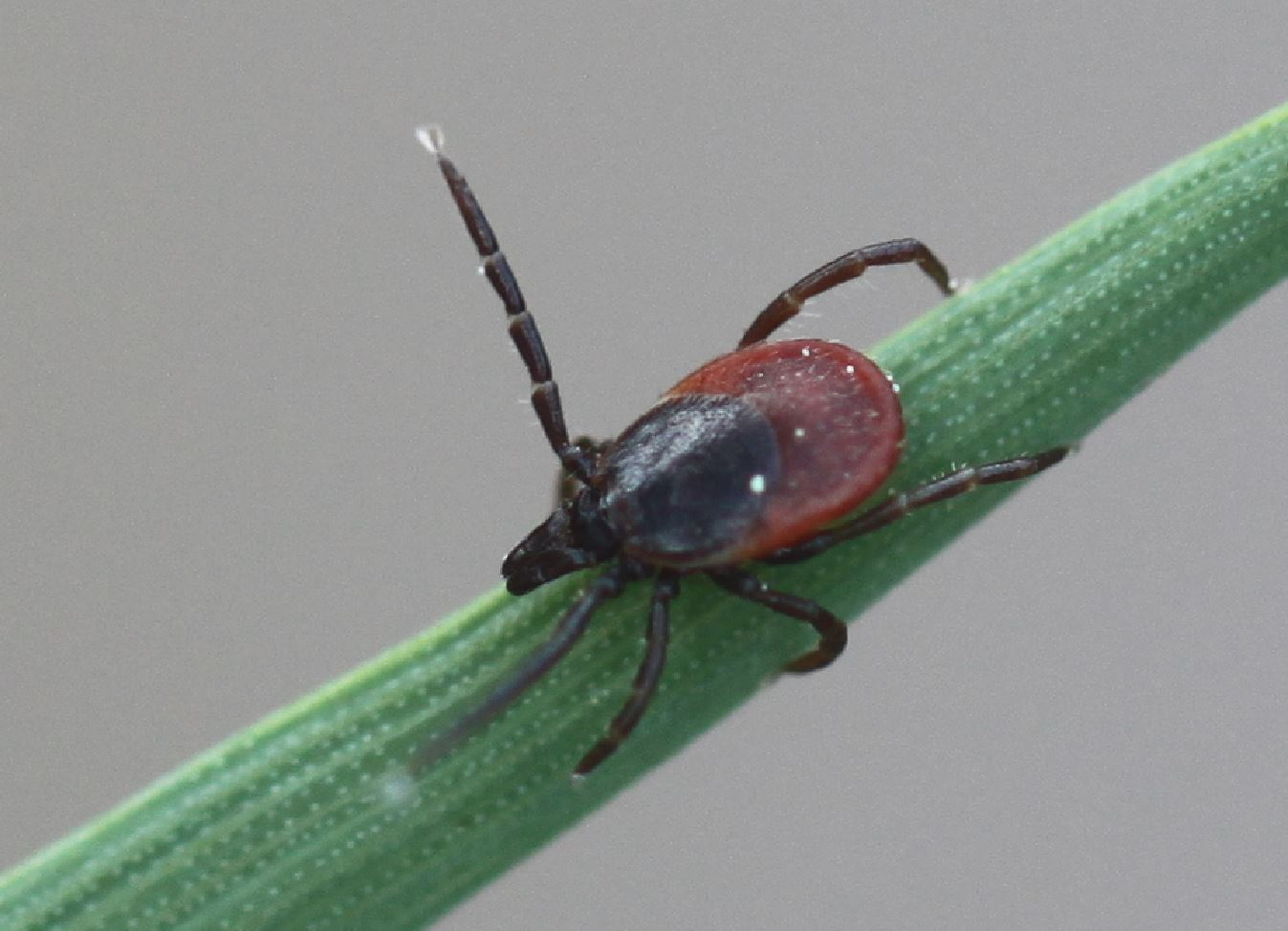
Weibchen auf einem Grashalm

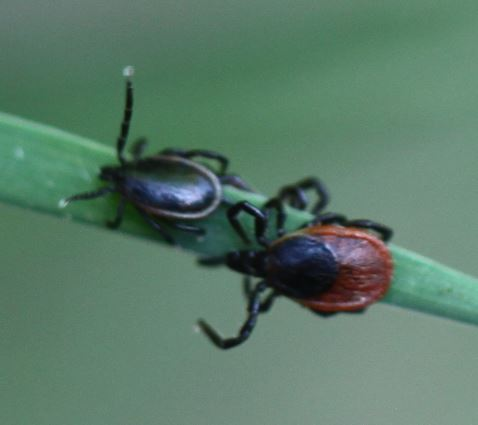
Männchen (links) und Weibchen auf einem Grashalm

Der Gemeine Holzbock (Ixodes ricinus) ist die bekannteste Art der Schildzecken. Er ist die mit weitem Abstand häufigste europäische Zeckenart, die auch den Menschen befällt. Dies kann vor allem dann gefährlich werden, wenn die Zecke mit Krankheitserregern infiziert ist, denn der Holzbock ist unter anderem Überträger der für den Menschen gefährlichen Lyme-Borreliose und der Frühsommer-Meningoenzephalitis (FSME).
Der Name Holzbock wird umgangssprachlich (und fälschlich) auch für den Hausbock benutzt, eine Bockkäferart, die das Holz von Dachstühlen und Fachwerkhäusern schädigen kann. Der wissenschaftliche Artname ricinus steht in Beziehung zum Wunderbaum (selten: Zeckenbaum) Ricinus communis, dessen Samen im Aussehen an eine vollgesogene Zecke erinnern. Es ist dabei umstritten, ob der Baum nach der Zecke oder die Zecke nach dem Baum benannt wurde.

## Merkmale
Weibchen des Gewöhnlichen Holzbocks Ixodes ricinus erreichen, im nicht vollgesogenen Zustand, eine Körperlänge von 3 bis 4 Millimeter. Die etwas kleineren Männchen sind etwa 2,5 bis 3 Millimeter lang. Es ist damit eine mittelgroße Zeckenart. Als Schildzecken sind sie, in beiden Geschlechtern, an dem hart sklerotisierten, dunkel gefärbten Schild (Scutum) zu erkennen, der als einheitliche Platte den größten Teil des Rumpfabschnitts auf der Oberseite (dorsal) bedeckt. Die Beine sind dunkel gefärbt, nie hell geringelt. Die Geschlechter sind leicht an der Ausbildung des Schilds unterscheidbar. Bei den Männchen bedeckt er nahezu den gesamten Rücken des Rumpfabschnitts (Idiosoma), bei den Weibchen bedeckt der fast kreisförmige Schild (bei der Art ein wenig länger als breit) das Idiosoma nur zu etwa zur Hälfte. Er lässt dessen hinteren Teil frei, dieser weichere, nicht sklerotisierte Abschnitt, Alloscutum genannt, ist gegenüber dem schwarzen Scutum abstechend rotbraun gefärbt. Vollgesogen, nach einer Blutmahlzeit, ist er durch Dehnung erheblich größer und dann grau gefärbt. Für eine Zuordnung zur Gattung Ixodes muss das Tier genauer betrachtet werden. Merkmale sind: Das Scutum ist auf der Oberseite glatt und ohne Auszeichnungen wie Furchen oder Buckel, es ist nie eine weiße Zeichnung (wie etwa bei den Buntzecken der Gattung Dermacentor) vorhanden, auch Augen fehlen. Am Hinterende fehlen die Festons oder Hinterrandläppchen genannten, girlandenförmigen Einkerbungen, die bei zahlreichen anderen Zeckengattungen vorhanden sind. Der After (Anus) auf der Unterseite des Idiosoma ist ringförmig von sogenannten Analgruben umgeben, diese divergieren nicht gerade nach hinten.
Der kleinere abgesetzte, vordere Abschnitt des Zeckenkörpers, landläufig irrtümlich als „Kopf“ der Zecke bezeichnet, wird bei den Milben Gnathosoma oder, nur bei den Zecken, aus historischen Gründen Capitulum genannt. Er besteht aus einem Basisteil (Basis Capituli), an dem die beweglichen Mundwerkzeuge ansetzen. Auf der Oberseite der Basis capituli befinden sich beim Holzbock zwei raue Porenfelder. Seine Seitenränder sind nahezu gerade begrenzt. Er ist bei den Zecken der Gattung Ixodes bei den Weibchen relativ lang und schmal, bei den Männchen merklich kürzer.
Wenn eine Ixodes-Zecke in Mittel- und Nordeuropa am Menschen gefunden wird, wird es sich mit hoher Wahrscheinlichkeit um den Gemeinen Holzbock handeln. Im Gelände oder auf Wild- oder Haustieren ist mit weiteren Arten der Gattung zu rechnen. Die Unterscheidung der Arten ist dabei nicht einfach. Folgende Merkmale sind charakteristisch für die Art: Auf der Unterseite der Basis Capituli (des hinteren Abschnitts des Capitulum) befindet sich beiderseits eine buckelförmige Aufwölbung nach außen (Auriculae genannt). Die auf der Unterseite am Rumpf ansetzenden Basisglieder der Beinpaare, Coxae oder Hüften genannt, tragen am ersten Beinpaar einen nach hinten reichenden, langen und spitzen gebogenen Sporn, der sich zur Spitze hin fast gleichmäßig verengt, er ist bei den Weibchen so lang, dass er die zweiten Coxen bis zur Hälfte überlappt. An keiner der Coxen der hinteren drei Beinpaare sind Sporne vorhanden, weder auf der Innen- noch auf der Außenseite, diese sind auch nicht im hinteren Teil abgesetzt heller gefärbt und gestreift. Das letzte Beinglied der Vorderbeine, Tarsus genannt, ist zur Spitze hin gleichmäßig zugespitzt, nicht (wie bei der Fuchszecke oder der Igelzecke) nach einem markanten Buckel zur Spitze hin abrupt verschmälert. Die keulenförmigen Palpen außen am Capitulum sind relativ lang, länger als die Basis Capituli, ihr zweites und drittes Glied mehr als dreimal so lang wie breit. Die Oberseite des Schilds trägt kleine, gleichmäßig verteilte Porenpunkte, außerdem Haare (Setae), die sich in der Größe nicht von denjenigen auf dem Alloscutum unterscheiden.
Auf dem Wirt der Zecke, der das Blut für die Blutmahlzeit liefert, sind neben den geschlechtsreifen (adulten oder imaginalen) Zecken auch die erheblich kleineren Entwicklungsstadien, die Larven und Nymphen (vgl. unten) zu erwarten.

### Sinnesorgane

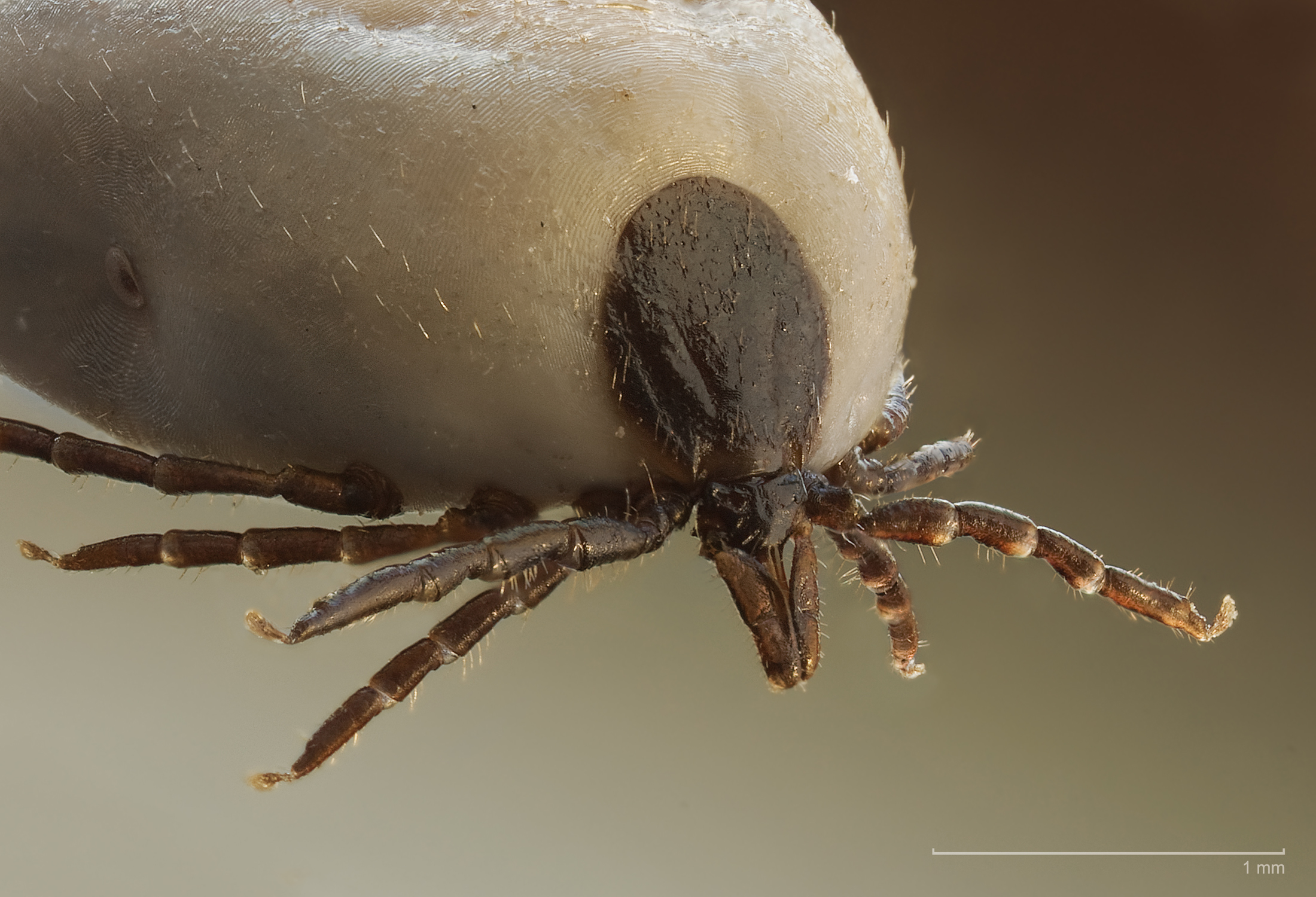
Vollgesogenes Weibchen von vorn

Um einen potentiellen Wirt zu erkennen, verfügt der Gemeine Holzbock über ein Organ im untersten Segment (Tarsus) des vordersten Beinpaars, das sogenannte Haller-Organ, das ihm als Chemorezeptor zur Wirtsfindung dient. Jeder Wirt stößt bei der Atmung Kohlendioxid und andere Stoffe aus, die von Zecken wahrgenommen werden können, wodurch sie erkennen, dass ein Wirt in der Nähe sein muss. Eine weitere Spur ist Ammoniak, das im Urin vorkommt. Auch dieser Stoff kann vom Hallerschen Organ erkannt werden. Weitere chemische Reize sind Butter- und Milchsäure, die beim Schwitzen des Wirts freigesetzt werden.
Das Hallersche Organ ist außerdem imstande, thermische und andere physikalische Reize festzustellen. Wenn sich ein Wirt dem lauernden Holzbock nähert, kann der Holzbock diesen durch die Erhöhung der Umgebungstemperatur erkennen. Das Haller-Organ befindet sich am Endglied (Tarsus) an beiden Vorderbeinen. In Lauerstellung spreizt der Gemeine Holzbock seine beiden Vorderbeine in Längsrichtung vom Körper ab, um so eine möglichst effiziente Wahrnehmung zu gewährleisten. Der Gemeine Holzbock ist ein Lauerjäger, der, anders als andere Zecken, seine Wirte nicht aktiv verfolgt. Er lässt sich einfach bei Berührung abstreifen.
Obwohl die Art keine Augen besitzt, wurde ein Lichtsinn nachgewiesen. Photorezeptoren sitzen auf der Oberseite, unter der Hypodermis, in zwei Reihen, jeweils am linken und rechten Rand des Körpers, sowohl auf dem Schild wie auch auf dem dahinterliegenden nicht sklerotisierten Körperabschnitt. Jeder Rezeptor besteht aus 20 bis 21 lichtempfindlichen Zellen mit jeweils einem Rhabdomer. Die Zecken sind zumindest in der Lage, Hell und Dunkel zu unterscheiden. Im Experiment waren Nymphen in dunkler Umgebung aktiver.

### Saugapparat
Der Vorderkörper des Holzbocks (Gnathosoma oder auch Capitulum) ist ein vom sonstigen Körper abgegliederter Teil, der die Saugwerkzeuge enthält, die sich aus mehreren Komponenten zusammensetzen.
Die keulenförmigen Pedipalpen dienen als Tastorgane, außerdem enthalten sie Sinneshaare des chemischen Sinns. Auf der Oberseite des Vorderkörpers, unter ihnen, befinden sich die beiden Cheliceren. Sie besitzen an der Spitze mehrere scharfe Zähne, mit denen der Holzbock ein Loch in die Haut schneiden kann. Nach dem Schnitt des Lochs kommt das sogenannte Hypostom zum Einsatz, ein zapfenartiger Körperteil mit einer Rinne auf der Oberseite. Das Hypostom ist auf der Unterseite mit markanten Haken und Dornen besetzt, die zur Verankerung in der Wunde dienen. Zusätzlich scheidet die Zecke zur Verankerung eine kittartige Substanz aus, die an der Luft erhärtet. Die Rinne auf der Oberseite des Hypostoms umfasst gemeinsam mit dem Basisabschnitt der Cheliceren ein Nahrungsrohr, durch das der Holzbock das Blut einsaugt. Außerdem wird so Speichel in die Wunde abgegeben, der die Blutgerinnung unterdrückt.

## Entwicklungszyklus

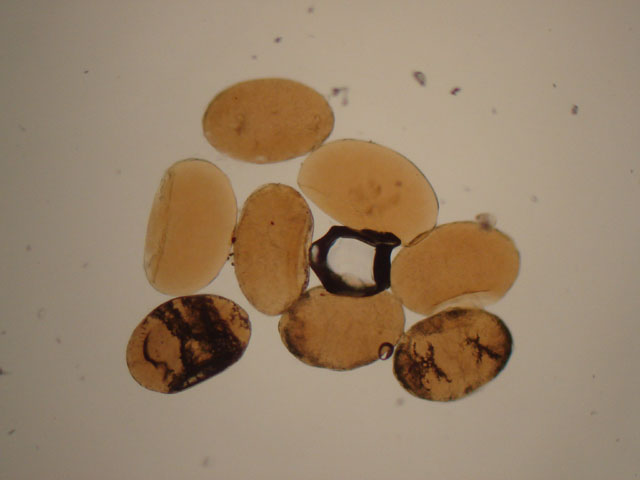
Eier des Holzbocks, drei Tage alt

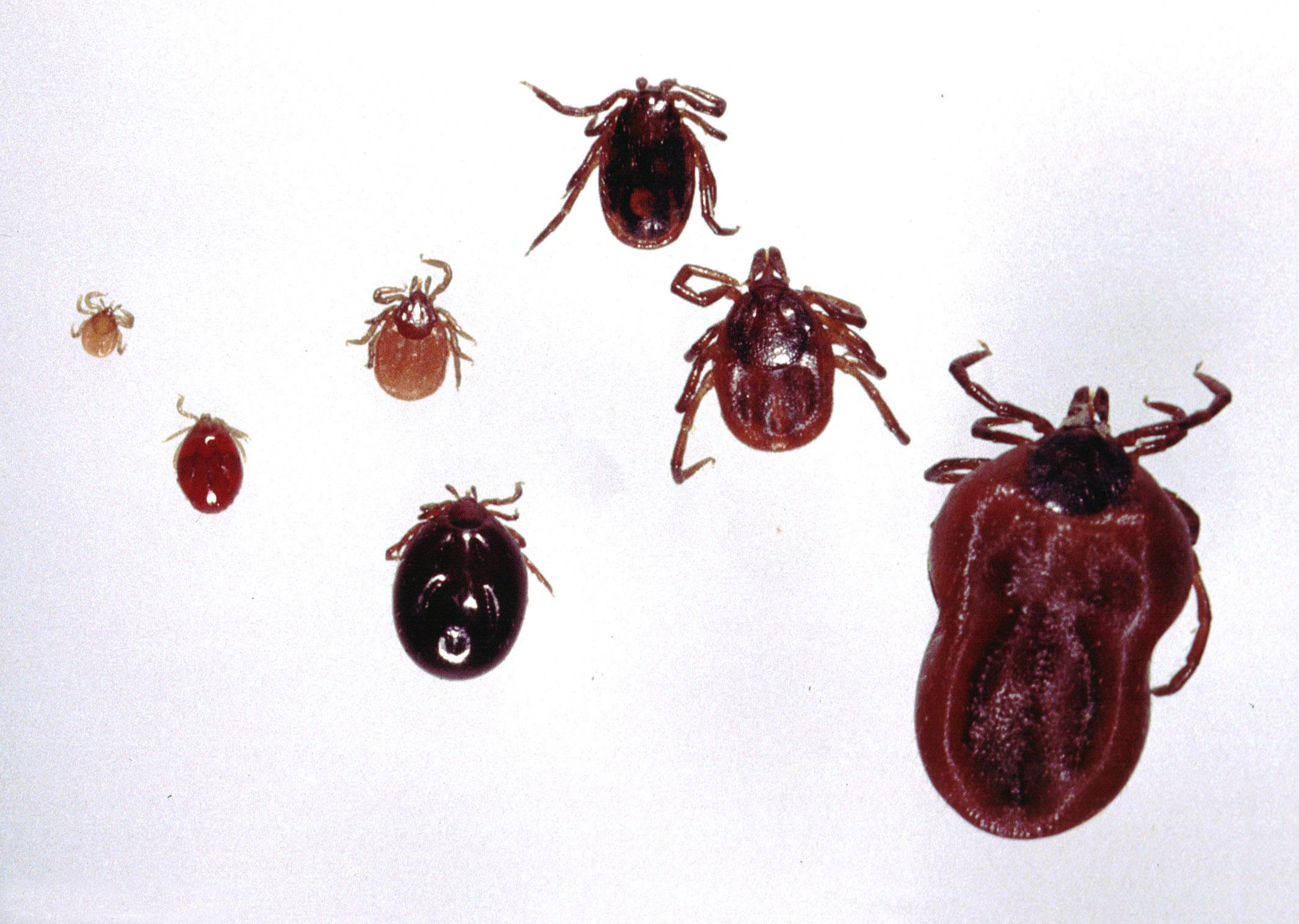
Holzbock, Entwicklungsstadien

Ixodes ricinus entwickelt sich, wie typisch für Schildzecken, über zwei Entwicklungsstadien. Aus dem Ei schlüpft eine sechsbeinige Larve. Nach einer Blutmahlzeit häutet sich diese zu einem zweiten Entwicklungsstadium, mit acht Beinen, das Nymphe genannt wird. Diese häutet sich nach einer weiteren Blutmahlzeit zum geschlechtsreifen Tier (Imago), Männchen oder Weibchen. Beim Gemeinen Holzbock verlässt dabei jedes Stadium nach der Blutmahlzeit den Wirt und wandelt sich am Boden in das nächste Stadium um, das dann erneut einen Wirt aufsucht. Zur vollständigen Entwicklung sind daher drei Wirte nacheinander erforderlich. Im Erfolgsfall hat ein Gemeiner Holzbock also in seinem Leben drei Blutmahlzeiten, zwei vor jeder Häutung und eine als Adulttier vor der Eiablage. Ein Weibchen saugt bei Hunden und Katzen etwa 80 Stunden an einem Wirt.
Ein befruchtetes Zeckenweibchen legt seine Eier als eine Abfolge mehrerer Gelege (Eimassen) jeweils an einer günstigen Stelle am Boden ab, nachdem es sich vom letzten Wirt hat fallen lassen. Die Anzahl der Eier ist von der Körpermasse abhängig, unter günstigen Bedingungen etwa 6,9 bis 9,5 Eier pro Milligramm Körpermasse. Das ergibt, pro Zeckenweibchen, unter günstigen Bedingungen im Durchschnitt etwa 2000 Eier, im Maximum etwa 3000.
Weibliche Zecken, auch dieser Art, besitzen ein sogenanntes Genésches Organ (benannt nach Giuseppe Gené, der es 1848 zuerst beschrieben hatte), das es ihnen ermöglicht, die Eier mit einer wachsigen Substanz zu überziehen, wodurch sie vor Austrocknung geschützt sind. Das Organ wird bei der Eiablage ausgestülpt, es besteht aus einem sackartigen Reservoir, von dem beiderseits je zwei kurze Hörner abgehen, die das Ei bei der Ablage einschließen. Das Wachs wird über Poren der Oberfläche abgegeben.
Der Entwicklungszyklus des Gemeinen Holzbocks ist komplex, die Entwicklung ist einerseits endogen gesteuert, andererseits stark abhängig von Umwelteinflüssen, insbesondere der Umgebungstemperatur. Die Entwicklungsstadien entwickeln sich entweder direkt weiter, oder es kommt zu einer Verzögerung durch ein eingeschaltetes Ruhestadium. Diese kann entweder endogen gesteuert sein (dann Diapause genannt), oder es wird lediglich bei ungünstigen äußeren Umständen die Entwicklung fakultativ verzögert (dann Quieszenz genannt). Die Entwicklung kann dadurch sehr unterschiedliche Zeit benötigen.
Die Eier in den vom Weibchen frisch abgelegten Eimassen brauchen bei direkter Entwicklung etwa 70 bis 120 Tage bis zum Schlupf der Larven. Ein Teil der Eier macht eine Diapause durch, die Larven schlüpfen dann erst nach 140 bis 240 Tagen aus den Eiern aus. Die Diapause wird ausgelöst durch niedrige Temperaturen. Dadurch wird bei spät abgelegten Eiern die Entwicklung bis ins nächste Jahr verzögert. Die Larven beginnen ihre Aktivität erst bei höheren Temperaturen, d. h. meist später im Jahr als die Nymphen und die adulten Zecken. In Mitteleuropa beginnt die Aktivität der Larven daher meist erst im Frühsommer. Bei Untersuchungen in England wurden Larven zur Wirtssuche aktiv ab Ende April, erforderlich sind Temperaturen von 10 °C im direkten Lebensraum, d. h. direkt an der Bodenoberfläche, der Höhepunkt der Aktivität wird im Hochsommer (Juli/August) erreicht. Finden früh aktive Larven rechtzeitig einen Wirt, können sie sich noch im selben Jahr zu Nymphen weiterentwickeln, diese sind dann etwa ab Anfang September fertig entwickelt. In wärmeren Klimaten ist es im Hochsommer meist zu trocken für Aktivität der Larven.
Bei den Nymphen und adulten Zecken hängt der zeitliche Verlauf der Entwicklung ebenfalls von der Temperatur ab. Es konnte gezeigt werden, dass die Wintermortalität von sich umwandelnden oder ganz frisch geschlüpften Stadien ganz erheblich höher liegt als von ausgereiften. Finden die Tiere daher erst spät im Jahr einen Wirt, überwintern sie vollgesogen und entwickeln sich erst im folgenden Frühjahr weiter (bzw. legen dann Eier ab). Finden sie schon früh einen Wirt, entwickeln sie sich noch im selben Jahr. Gesteuert wird diese Diapause allerdings nicht direkt von den Außentemperaturen, sondern von der Tageslänge, die als Zeitgeber wirkt. Die Entwicklung vom Ei bis zur adulten Zecke dauert dadurch unter günstigen Umständen zwei Jahre, normalerweise drei Jahre und unter ungünstigen Umständen bis zu sechs Jahre. Die kritische Tageslänge, ab deren Erreichen unter Kurztags-Bedingungen die Diapause ausgelöst wird, ist in unterschiedlichen Zecken-Populationen, je nach geographischer Breite, verschieden. Es ist daher unklar, ob sich verschleppte Zecken (etwa an Zugvögeln) in sehr weit entfernten neuen Lebensräumen erfolgreich entwickeln können. Bei günstigen Temperaturen (etwa 20 °C) benötigen Larven 51 und Nymphen 52 Tage, um sich erfolgreich zum nächsten Stadium zu verwandeln.
Die Wirtssuche der Nymphen und der adulten Zecken beginnt normalerweise im Frühjahr, abhängig von den Bodentemperaturen. Sie setzt ein bei Temperaturen von etwa 7 °C, und damit typischerweise früher als diejenige der Larven der Art. Der Höhepunkt der Aktivität liegt meist im Frühsommer. Unter feuchten und kühlen Wetterbedingungen bleiben die Zecken den Sommer über aktiv, meist ist es aber dann zu trocken für ihre Aktivität. Oft gibt es im Herbst ein zweites, niedrigeres Aktivitätsmaximum. In den südlichen Teilen des Verbreitungsgebiets verschiebt sich die Haupt-Aktivitätsperiode in den Herbst. Neuere Studien zeigen, dass der Gemeine Holzbock in Deutschland und Österreich mittlerweile ganzjährig aktiv ist, also saugende Exemplare auch in den Wintermonaten vorkommen.

## Lebensweise und Lebensraum

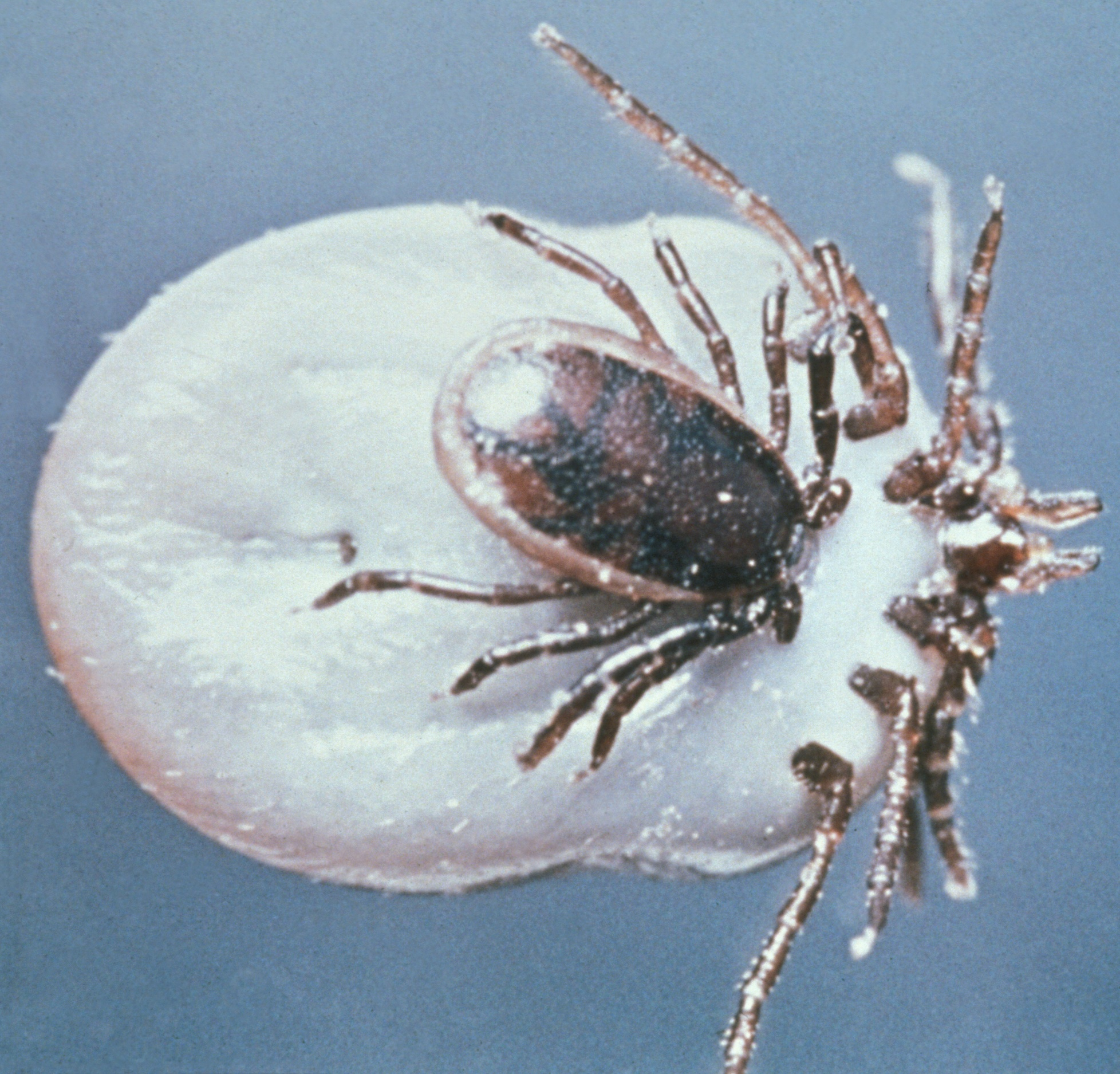
Pärchen von Ixodes ricinus: Weibchen (groß), Männchen (klein)

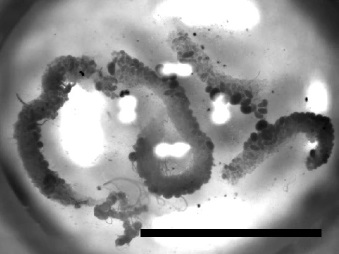
Eierstock eines adulten Weibchens von I. ricinus

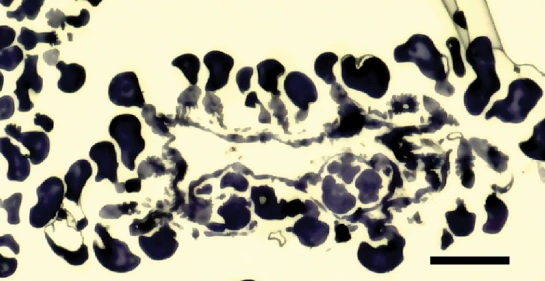
Mehrere Eizellen tragende Follikel im Eierstock eines Weibchens von I. ricinus

Der Gemeine Holzbock ist ein Lauerjäger. Alle Entwicklungsstadien erklettern in ihrem Lebensraum Pflanzenstängel. Dabei klettern die adulten Zecken oft etwas höher als die Nymphen und diese wiederum höher als die Larven. Dies hat große Auswirkung auf die möglichen Wirte, denen sie begegnen können. Grundsätzlich können Zecken aller Stadien aber an allen potenziellen Wirten vorkommen und erfolgreich Blut saugen. Hoch sitzende Zecken haben aber eine bessere Chance, auch größere Wirte zu erreichen.
Ist ein geeigneter Lauerplatz, meist an der Spitze eines Grashalms, erreicht, verharren sie, bis ihre Sinnesorgane einen nahenden möglichen Wirt registrieren. Dann orientiert sich die Zecke zum Wirt hin und nimmt ihre charakteristische Lauerstellung, mit weit abgespreizten Vorderbeinen, ein. Kommt es zum Körperkontakt mit dem Wirt, hält sie sich an diesem fest, sie kann sich auf den letzten Zentimetern dann auch aktiv auf ihn zubewegen. Meist krabbelt sie noch eine Weile auf der Körperoberfläche umher, bis eine günstige Stelle zum Blutsaugen gefunden wird. In der Regel verlässt die Zecke den Wirt unmittelbar nach der Blutmahlzeit, die einige Tage dauert. Imaginale Zecken bleiben allerdings oft längere Zeit auf dem Wirt, um dort auf einen Paarungspartner zu warten, sie verlassen diesen dann erst nach einer Paarung.
Die Wirtssuche der Zecken erfolgt allerdings nicht permanent. Höher in der Vegetation lauernde Zecken sind ständig der Gefahr ausgesetzt, durch Verdunstung zu viel Feuchtigkeit zu verlieren und dann zu sterben. Die Zecken verlieren Wasser durch ihre Cuticula und durch die beiden Stigmen ihres Tracheensystems zur Atmung, die offen sind, wenn die Zecke aktiv ist. Sie können daher nur dann längere Zeit dort verharren, wenn die Luftfeuchtigkeit hoch ist. Wird es zu trocken, kehren sie in die feuchtere Streuschicht direkt am Boden zurück und verharren hier inaktiv, bis sie durch Feuchteaufnahme dort rehydriert sind. Gemeine Holzböcke bevorzugen daher luftfeuchte Lebensräume. In Nordeuropa kommen sie in Wäldern und in Grasländern wie Weideland, aber auch Rasen in Hausgärten, gleichermaßen vor, meiden aber auch hier, wenn möglich, die direkte Sonneneinstrahlung. In den südlichen und östlichen Randgebieten ihres Verbreitungsgebiets sind sie mehr und mehr auf Wälder beschränkt.
Unter günstigen Bedingungen hoher Luftfeuchte können Zecken mehrere Tage in Folge an ihrem erhöhten Lauerplatz verweilen. Normalerweise sind sie aber gezwungen, sich zumindest über die Mittagsstunden in die Bodenschicht zurückzuziehen, um Feuchte aufzunehmen. Unterhalb von 70 bis 80 Prozent relativer Luftfeuchte beginnen sie mit dem Abstieg. Dabei sind die kleineren Larven und Nymphen noch empfindlicher als die Adulttiere. In den meisten Regionen sind sie dadurch überwiegend nachtaktiv. Die Zecken erneuern ihre Feuchte, indem sie aktiv Wasserdampf aus der Umgebungsluft aufnehmen, dies ist bei Sättigungswerten oberhalb 75 bis 90 Prozent möglich. Der wichtigste Mechanismus beruht dabei auf einem Sekret der Speicheldrüsen. Die Zecken geben diese Flüssigkeit (im Detail unbekannter Zusammensetzung, vgl.) über den Mund ab, diese nimmt passiv Luftfeuchte auf und wird danach von der Zecke rückgesogen. Sie können allerdings kein Wasser trinken und vermeiden im Lebensraum den Kontakt zu flüssigem Wasser.
Gewöhnliche Holzböcke bewegen sich in ihrem Lebensraum nur wenige Meter weit aktiv fort, wenn möglich nur etwa zwanzig bis vierzig Zentimeter von ihrem Ruheplatz am Boden, maximal etwa dreißig Meter. Um längere Strecken zurückzulegen, sind sie auf passiven Transport durch ihre Wirte angewiesen. Jedoch können Zecken auch durch elektrostatische Anziehung auf ihre Wirte gelangen und können so große Abstände durch die Luft überqueren.
Gewöhnliche Holzböcke sterben, wenn ihre Körperflüssigkeit gefriert. Sie können aber erhebliche Minusgrade durch Unterkühlung aushalten (hier wird, wie bei Arthropoden generell, die Bildung von Eis verhindert, indem die Keimbildung unterdrückt und gebildete Keime beim Wachsen behindert werden). So halten sie Umgebungstemperaturen von −10 °C bis −15 °C aus. Sie können, in allen Stadien, Temperaturen unter −10 °C mehr als zwei Monate lang ertragen. Dies gilt allerdings nur, wenn direkter Kontakt zu Eis verhindert wird. Die Zecken überwintern daher geschützt in der Bodenschicht, aber eher in trockenen Habitaten.

### Vorkommen im Siedlungsbereich
Der Gewöhnliche Holzbock kommt verbreitet auch innerhalb von menschlichen Siedlungen vor, erreicht hier aber meist geringere Dichten als im Umland, insbesondere in Wäldern. Das Vorkommen wird begrenzt durch die Ansprüche an die Luftfeuchte, es werden Mikrohabitate mit 80 Prozent Sättigung über den größten Teil des Jahres benötigt. Die Art ist daher auf gehölzbestandene, beschattete Orte angewiesen, zum Beispiel Parks. Außerdem sind oft große Säugetiere als Wirte ein Mangelfaktor. Während die reichlich vorhandenen Kleinsäuger und Singvögel gute Wirte für Larven und Nymphen stellen, bevorzugen die adulten Weibchen größere Wirte. Wichtige Wirte im Siedlungsbereich sind Igel (Erinaceus europaeus und auch Erinaceus romanicus) und Füchse. Da an diesen außerdem die Igelzecke Ixodes hexagonus häufig ist, ist diese Art im Siedlungsbereich im Verhältnis relativ häufig, regional in Siedlungen sogar dominierend. So waren bei einer Untersuchung an Haustieren (Hunden und Katzen) in England etwas mehr als die Hälfte (52 Prozent) vom Gewöhnlichen Holzbock befallen, aber auch mehr als ein Drittel (39 %) von der Igelzecke. Eine weitere Art im Siedlungsbereich, die an Singvögel gebundene Ixodes frontalis ist in Siedlungen ebenfalls häufiger als früher gedacht. Nicht jede Zecke im Siedlungsbereich ist also ein Gewöhnlicher Holzbock. Obwohl die anderen Arten seltener an den Menschen als Wirt übergehen, sind sie als Reservoir für zeckengebundene Krankheitserreger bedeutsam.

## Wirte
Der Gemeine Holzbock gehört zu den blutsaugenden Arthropodenarten mit der geringsten Wirtsspezifität. Es sind über 300 Wirbeltierarten als Wirte nachgewiesen, darunter Säugetiere, Reptilien und Vögel. Obwohl es Hinweise darauf gibt, dass die Auswahl nicht vollkommen wahllos ist, akzeptieren sie im Experiment nahezu alle warmblütigen Organismen, mit denen sie in Kontakt geraten. Sind sie einmal auf einen Wirt übergegangen, verlassen sie diesen in der Regel nicht mehr freiwillig ohne Blutmahlzeit. Einige Arten, darunter Jagdfasan und Moorschneehuhn, werden von den Zecken befallen, ermöglichen aber offenbar keine erfolgreiche Entwicklung. Andere, wie Wildschwein und Wildkaninchen sind zwar als Wirte bekannt, werden aber seltener befallen, als ihrer Häufigkeit im Lebensraum entsprechen würde. Zumindest einige Wirte können, nach häufigerem Befall, eine Art Immunität gegen Zecken entwickeln. Gewöhnlich wird die körpereigene Abwehrreaktion des Wirts durch spezifische bioaktive Moleküle im Speichel der Zecken (zusammen „sialom“) überwunden, wobei die Zecken auf den Wirt spezifisch reagieren können und individuelle Unterschiede zeigen. Einige Arten, darunter das Hausschaf als häufiger Wirt, werden aber nach wiederholtem Zeckenbefall in der Abwehr erfolgreicher. Die lokale Häufigkeit des Gemeinen Holzbocks hängt nachgewiesenermaßen, neben abiotischen Faktoren wie Temperatur und Luftfeuchte, auch von der Dichte und Häufigkeit geeigneter Wirte in ihrem Habitat zusammen. Dabei sind größere Wirbeltiere geeignetere Wirte für die adulten Zecken und werden von diesen klar bevorzugt. Kleine Arten sind zwar individuell schlechter, dies wird aber durch ihre größere Häufigkeit im Lebensraum in der Gesamtbedeutung kompensiert. Dies zeigt sich etwa daran, dass Gewöhnliche Holzböcke in Jahren mit Massenvermehrung von Kleinsäugern im Lebensraum häufiger werden.
Es wird gewöhnlich davon ausgegangen, dass sich die Wirte des Gemeinen Holzbocks je nach Stadium in der Größe, zumindest im statistischen Mittel, unterscheiden. Larven findet man häufiger an Kleinsäugern wie Mäusen, imaginale Zecken an großen Wirbeltieren, Nymphen seien in der Präferenz dazwischen. Tatsächlich korreliert der Zeckenbefall adulter Zecken bei Säugetieren positiv mit deren Körpermasse. Wie auch an großen Wirbeltieren können aber auch an Mäusen Zecken aller Größen und Stadien vorkommen. Als besonders wichtige Wirte in Deutschland wurden identifiziert: Gelbhalsmaus, Brandmaus, Rötelmaus, anderswo in Europa überwiegt die Bedeutung der Feldmaus. Hausmaus und Wanderratte spielen als Wirte hingegen keine große Rolle. Der Befall von Mäusen ist für den Menschen bedeutsam, da diese als Reservoir für die humanpathogenen Borrelien und FSME-Erreger dienen. Zeckenlarven und, in deutlich geringeren Anteilen, Nymphen, befallen auch Eidechsen wie Zauneidechse und Waldeidechse. Ihre Bedeutung als Wirte ist aber gegenüber Kleinsäugern gering. Neben für diesen spezifischen Zeckenarten wie den nestlebenden (nidicolen) Ixodes frontalis und Ixodes arboricola gehört Ixodes ricinus auch zu den häufigsten Zecken an europäischen Singvogelarten. Bedeutendste Wirtsarten für den Gewöhnlichen Holzbock in großen Teilen Nord- und Westeuropas sind große Huftiere, besonders Reh, Rothirsch und Damhirsch. In einer Studie in den Niederlanden waren Zecken weitaus häufiger präsent in Habitaten, in denen diese präsent waren als in solchen ohne sie. Ihre Häufigkeit spielte dem gegenüber keine Rolle.
Auch bei Hunden und Katzen ist der Gemeine Holzbock in Europa eine der häufigsten Zeckenarten. Bei einer Untersuchung von Hunden und Katzen in Ungarn, Frankreich, Italien Belgien und Deutschland entsprach mehr als die Hälfte der gefundenen Zecken der Art Ixodes ricinus, gefolgt von Rhipicephalus sanguineus mit einem Anteil von einem Viertel.
Obwohl Menschen regelmäßig befallen werden, ist der Mensch, aus der Perspektive der Zecke, ein Fehlwirt. Nur wenige Zecken können sich an ihm erfolgreich entwickeln und fortpflanzen.

## Blutsaugen

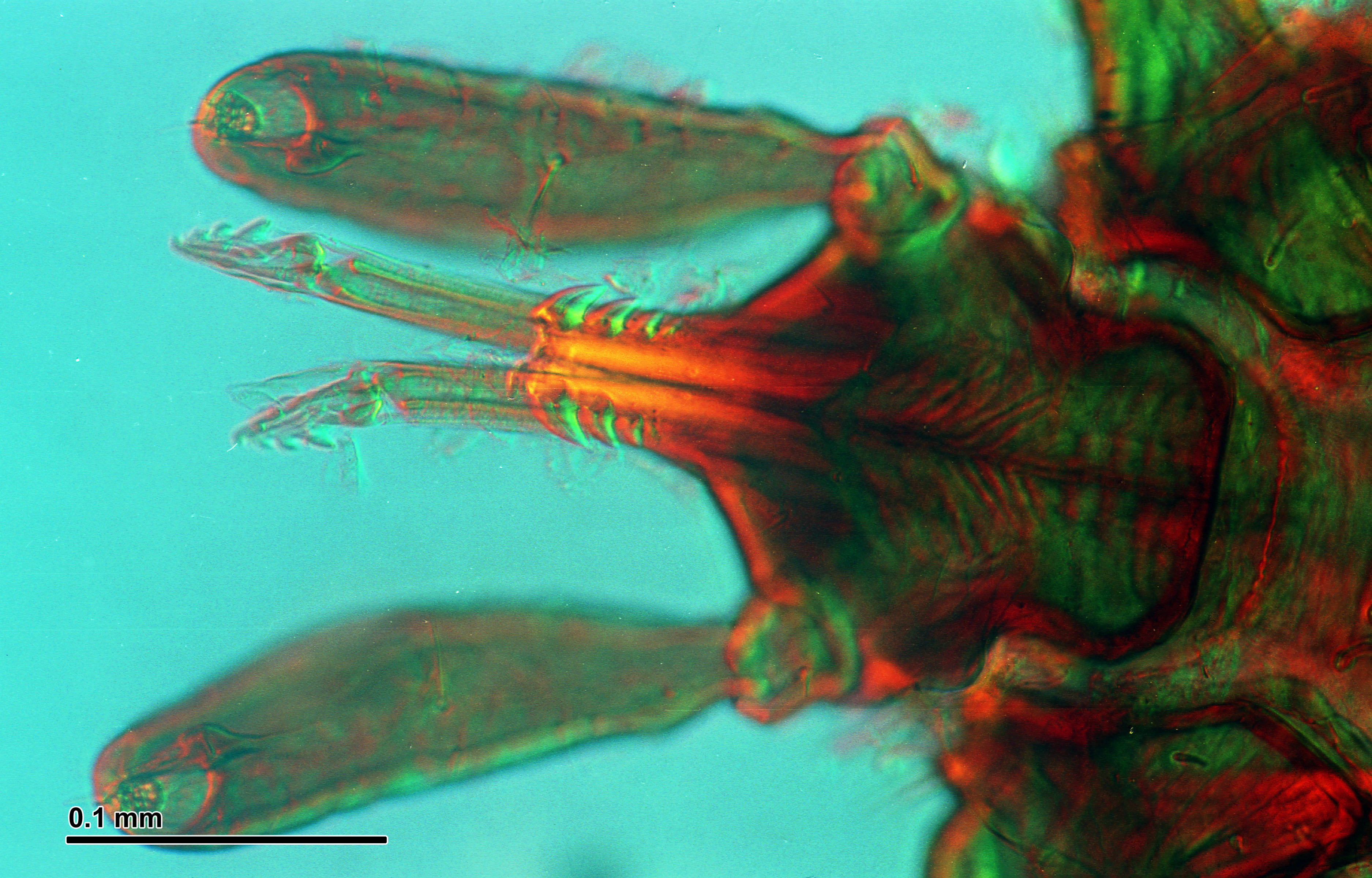
Mundwerkzeuge des Gemeinen Holzbocks bei 600facher Vergrößerung, Aufnahme im Differentialinterferenzkontrast. Zu sehen sind außen die Taster (Pedipalpen) und in der Mitte die ausfahrbaren Cheliceren mit den beweglichen Chelicerenfingern. Das Hypostom auf der Unterseite (ventral) ist im Bild nicht sichtbar.

Zum Thema „Stich beim Menschen“ siehe auch Zeckenstich.
Das Blutsaugen gehört zu den komplexeren Vorgängen im Leben des Holzbocks. Der Holzbock verfügt über einen hochausgebildeten Stech- und Saugapparat.
Als erstes sucht er sich auf dem Wirt eine geeignete Stelle. Diese wählt er hauptsächlich nach zwei Kriterien. Wichtig für ihn ist dünne Haut, da der Stechapparat sonst nicht durch sie hindurchdringen kann. Das zweite Kriterium ist Temperatur und Luftfeuchtigkeit. Ideal sind hohe Temperaturen und Luftfeuchtigkeit. Besonders häufig findet man sie beim Menschen daher in der Leistengegend, den Kniekehlen, in Haaransätzen und manchmal auch hinter den Ohren.
Ist eine geeignete Stelle gefunden, schneidet die Zecke mit Hilfe der beweglichen Finger ihrer Cheliceren ein Loch in die Haut. Die Cheliceren werden zunächst (durch hydrostatische Druckerhöhung im Zeckenkörper) vorgestreckt und über einen scharfen Zahn in die Haut gedrückt. Anschließend werden die beweglichen Chelicerenfinger, zuerst abwechselnd, später parallel, ermöglicht durch ein Gelenk in ihrem Schaft, seitwärts bewegt und schneiden mit einer Reihe scharfer Zähne ein Loch in die Haut. Sie werden dabei nach und nach teleskopartig verlängert und ausgefahren. Sind sie sicher tief in der Haut verankert, zieht die Zecke das Hypostom in die Wunde ein, indem sie die Glieder der Cheliceren v-förmig auseinander spreizt und dann den Schaft der Cheliceren mittels starker Muskeln wieder verkürzt. Das Hypostom ist unbeweglich mit der Basis capituli verbunden und wird nur passiv eingezogen. Es ist auf der Unterseite mit vielen Widerhaken besetzt, um ein Herausrutschen zu vermeiden. Normalerweise sind sechs solcher Zyklen von Vorschieben der Cheliceren, Verankern in der Wunde durch Spreizen und anschließendem Nachziehen des Hypostoms nötig, bis die Struktur tief genug sitzt. Der Gewöhnliche Holzbock dringt mit den Mundwerkzeugen nicht direkt in ein Blutgefäß ein. Er saugt Blut und Gewebsflüssigkeit auf, die durch Nachbluten in die kleine Wunde austreten („pool feeder“). Beim Saugvorgang wird das Blut zunächst durch dessen Erweiterung in den muskulösen Schlund (Pharynx) eingesaugt. Anschließend schließt sich ein Ventil an dessen Vorderende und das angesaugte Blut wird durch erneute Kontraktion in den Mitteldarm gepresst. So wird Rückströmen (Regurgitation) von Blut in die Wunde verhindert.
Etwa 5 bis 30 Minuten nach dem Einstich gibt die Zecke, immer abwechselnd mit Saugvorgängen, durch denselben Kanal aus ihren Speicheldrüsen Sekret in die Wunde ab. Teile davon wirken als eine Art Klebstoff („Zement“), sie verankern die Zecke in der Haut und schließen die Wunde nach außen ab, um das Austreten von Flüssigkeit, möglicherweise auch das Eindringen von Bakterien, zu verhindern. Allerdings produzieren Zecken der Gattung Ixodes und damit auch diese Art nur sehr wenig Zement, viel weniger als andere Schildzecken mit kürzeren Mundwerkzeugen. Stattdessen wurde vorgeschlagen, dass bei ihr eher Kollagen-Fasern des Wirts selbst primär die Wunde verschließen. Das Sekret enthält außerdem ein komplexes Gemisch aus mehreren Hundert spezifischen Peptiden und Proteinen mit zahlreichen Funktionen., darunter Gerinnungshemmer, Betäubungsmittel und Entzündungshemmer, die einen kontinuierlichen Blutfluss sicherstellen und Abwehrreaktionen des Wirts unterdrücken.
Nachdem der Holzbock das eingesogene Blut aufgenommen hat, entzieht er ihm Wasser und Salze, was zu einer Verdickung des Blutes führt. Die Konzentration der Blutinhaltstoffe kann dabei das Zwanzigfache des Ursprungswertes erreichen, was dem Holzbock die Verdauung und Aufnahme erleichtert.
Nach dem Blutsaugen lässt sich der Holzbock einfach fallen.

## Verbreitung
Der Gemeine Holzbock ist eine Art der westlichen Paläarktis. Nach Osten hin wird er abgelöst durch die Taigazecke (Ixodes persulcatus), die in der Morphologie und Lebensweise sehr ähnlich ist. Das Vorkommen beider Arten überlappt in den osteuropäischen Steppenregionen und im Baltikum. Die Verbreitungsgrenze des Gewöhnlichen Holzbocks im Süden war einige Zeit unklar, da die dort verbreitete Art Ixodes inopinatus lange mit Ixodes ricinus verwechselt worden ist. Inzwischen ist aber klar, dass beide Arten bis nach Nordafrika nebeneinander (sympatrisch) verbreitet sind. Ixodes inopinatus kommt, entgegen früherer Vermutungen, auch in Deutschland (bis nach Norddeutschland) vor, so dass auch mitteleuropäische Funde falsch bestimmt vorliegen könnten.
Funde von Ixodes ricinus liegen aus fast ganz Europa vor. Das Vorkommen umfasst Großbritannien und Irland bis in den äußersten Norden und ganz West- und Mitteleuropa. Im mediterranen Südeuropa und in Nordafrika nördlich der Sahara ist die Art überall zu erwarten, aber eher inselartig in Regionen mit günstigem Mikroklima, meist Wäldern, verbreitet. Sie kommt ebenso in der Türkei (mit Ausnahme des ariden Landesinneren) vor. Es gibt vereinzelte Angaben aus der Kaukasusregion bis zum nördlichsten Iran. In Skandinavien lag die nördliche Verbreitungsgrenze traditionell in Südschweden und Süd-Finnland. Seit einigen Jahrzehnten ist hier eine stetige Vergrößerung des Verbreitungsgebiets nach Norden hin festzustellen. Parallel dazu gibt es immer mehr Angaben in größeren Höhen in den europäischen Gebirgen. Obwohl die Details verwickelt sind, lässt sich der Trend klar auf den menschengemachten Klimawandel zurückführen. Dabei sind komplexe Wechselwirkungen zu beachten: Höhere Temperaturen sind direkt günstig durch Verlängerung der Aktivitätsperiode und geringere Mortalität im Winter, allerdings wirken sich verminderte Schneedecke (und dadurch fehlende Isolation), größere Sommertrockenheit und ggf. veränderte Vegetationsdeckung auch negativ aus. Zudem sind Wechselwirkungen mit Änderungen der Landnutzung und Wildtiermanagement zu beachten. Lokal kann es dadurch auch zur Verkleinerung des Verbreitungsgebiets kommen, vor allem im Süden und Osten. Im Osten ist die Art in einer schmalen Zone mit Laubwäldern, im Übergang zwischen der borealen Taiga und ariden Steppen, östlich etwa bis zur Wolga, verbreitet. Sie wird von Ixodes persulcatus vor allem durch deren geringere Empfindlichkeit für Frost abgelöst. Untersuchungen in der Region Tula südlich von Moskau, innerhalb der Laubwaldzone nahe der östlichen Verbreitungsgrenze der Art, ergaben auch hier eine Zunahme in den vergangenen Jahrzehnten, möglicherweise verursacht durch höhere Temperaturen im Sommer und Herbst, wobei aber auch Änderungen der Waldnutzung eine Rolle spielten.
Da die Art auch Zugvögel als Wirte befällt, wird sie mit diesen über Hunderte von Kilometern verbreitet. So wird die Art etwa Jahr für Jahr nach Island eingeschleppt und dort nachgewiesen, ohne dass sie sich bisher dort etablieren konnte.
Während frühere Untersuchungen keine überzeugenden Belege für eine genetische Substruktur im Verbreitungsgebiet der Art ergeben haben, gibt es nun Hinweise darauf, dass die Ixodes ricinus-Populationen Süd- bis Nordwest-Europas genetisch verschieden von denjenigen Nordeuropas sind, wobei die mitteleuropäischen eine Mischung beider darstellen. Dies ist in weiteren Untersuchungen genauer abzuklären.

## Übertragung von Krankheitserregern
Zecken verdauen die aufgenommene Blutmahlzeit nicht direkt im Darm. Die Darmzellen nehmen das flüssige Blut mittels Pinozytose auf und verdauen es im Zellinneren. Da der Darm quasi keine Verdauungsenzyme enthält, bildet er ein günstiges Reservoir für Krankheitserreger aller Art. Zecken übertragen daher mehr Krankheiten als die meisten anderen blutsaugenden Gliederfüßer (vor allem blutsaugende Insekten). Die Krankheitserreger werden von der Zecke mit der Blutmahlzeit vom Wirt aufgenommen. Sie durchdringen die Darmwand und wandern in die großen Speicheldrüsen ein. Mit dem beim Blutsaugen abgegebenen Speichel wird dann der nächste Wirt infiziert. Nur wenige Pathogene, zum Beispiel Babesien der Art Babesia divergens, werden von der weiblichen Zecke über die Ovarien in die Eier übertragen und so direkt an die nächste Generation weitergegeben. Einen abweichenden Übertragungsweg weisen die Viren, die die Frühsommer-Meningoenzephalitis (FSME) übertragen, auf. Hier infizieren mit dem Erreger infizierte Zecken andere, bisher nicht infizierte, mit denen sie auf dem Wirt zusammentreffen. Die infizierten Zecken geben Viren auf die Haut des Wirts ab. Saugt hier kurz darauf eine zweite Zecke, wird sie dadurch infiziert. Da der Kontakt nur bei hoher Zeckendichte im Frühsommer hoch genug ist, tritt die Krankheit vor allem zu dieser Zeit auf.
Die häufigste durch den Gewöhnlichen Holzbock übertragene Krankheit ist die Lyme-Borreliose. Sie wird durch das Bakterium Borrelia burgdorferi (sensu lato, im weiteren Sinne, in Wirklichkeit ein Komplex zahlreicher nahe verwandter Arten) hervorgerufen. Für diese bilden Zeckenwirte wie Kleinsäuger, aber auch Rehe und Hirsche, ein Reservoir. Zeckenlarven infizieren sich beim Blutsaugen und geben dann in den nächsten Stadien, als Nymphen oder (seltener) als Imagines, das Bakterium an den Menschen weiter. Die Lyme-Borreliose ist weiter verbreitet als Ixodes ricinus, in anderen Regionen wie in Nordamerika dienen andere Ixodes-Arten als Vektoren der Krankheit. Nach Daten des Robert Koch-Instituts wurde nach einem Zeckenstich in Deutschland und der Schweiz bei 2,6 bis 5,6 % der Betroffenen eine Antikörperbildung gegen Borrelien nachgewiesen. Insgesamt ist bei 0,3 bis 1,4 % der Menschen mit Zeckenstichen mit einer klinisch manifesten Erkrankung zu rechnen.
Ernste Gesundheitsgefahren drohen durch die Frühsommer-Meningoenzephalitis (FSME), die fast ausschließlich durch den Gewöhnlichen Holzbock übertragen wird. Die Krankheit wird durch ein RNA-Virus, Tick-borne encephalitis virus (TBEV) hervorgerufen. Die Krankheit ist in Deutschland weitgehend auf den Süden beschränkt (Bayern, Baden-Württemberg und angrenzendes Südhessen, Süd-Thüringen, Süd-Sachsen), es sind aber nach Norden punktuelle Befallsherde bis ins Emsland nachgewiesen. Im Jahr treten zwischen knapp 200 und gut 700 Fällen auf (2020: 704 Fälle), im Median 301. Üblicherweise erfolgt die Erkrankung besonders im Juni, es gibt aber Fälle bis in den Herbst hinein, in einigen Jahren sogar gehäuft. Gefährdet sind vor allem Personen über 40 Jahre.

## Bekämpfung
Zur Bekämpfung von Zecken werden Akarizide eingesetzt. Zu den Wirkstoffen in der Tiermedizin gehören z. B. Afoxolaner, Esafoxolaner und Deltamethrin. Sie töten Zecken bei Kontakt oder mit Beginn der Blutmahlzeit ab – für Hunde und Katzen sind verschiedene Applikationsformen erhältlich, z. B. Halsbänder, Kautabletten und Spot-ons. Je nach Präparat hält die Schutzwirkung mehrere Wochen an.
Neben dem Einsatz von Akariziden ist das rechtzeitige mechanische Entfernen von Zecken ein wirksamer Schutz vor der Übertragung vor Krankheitserregern – die Übertragung kann mehrere Stunden bis Tage dauern. Hilfreich dabei ist, ein geeignetes Werkzeug zu nutzen, z. B. eine Zeckenzange. Dies verringert das Risiko, dass die Zecke beim Entfernen gequetscht wird und so Krankheitserreger in die Einstichstelle gelangen.
Gegenstand der aktuellen Forschung ist eine systemische Bekämpfung von Ixodes ricinus mit natürlichen Feinden. Dazu gehören z. B. verschiedene entomopathogene Nematodenarten, der entomopathogene Pilz Metarhizium anisopliae sowie die Zeckenerzwespe Ixodiphagus hookeri.